# Montazeau
Montazeau là một xã của Pháp, nằm ở tỉnh Dordogne trong vùng Aquitaine của Pháp.

## Thông tin nhân khẩu
| Năm    | 1800 | 1831 | 1866 | 1901 | 1931 | 1962 | 1968 | 1975 | 1982 | 1990 | 1999 | 2004 |
| ------ | ---- | ---- | ---- | ---- | ---- | ---- | ---- | ---- | ---- | ---- | ---- | ---- |
| Dân số | 559  | 625  | 520  | 512  | 440  | 393  | 342  | 289  | 280  | 267  | 275  | 279  |